# Assur (deus)
Na mitologia assíria, Assur é o deus guardião da cidade de Assur, elevado mais tarde a deus nacional da Assíria. Ele tomou o lugar do deus Enlil sendo posteriormente identificado com Ansar. Era o deus do Sol e da condução da guerra. Foi representado com um Disco Alado do Sol (semelhante Horbehutet e ao Faravahar), portando um arco. Havia se casado com Ninlil, após Enlil ser substituído por Marduque para ser o deus principal no sul, e gerou a Ninurta e Zababa.